# SK Joudrs Praha

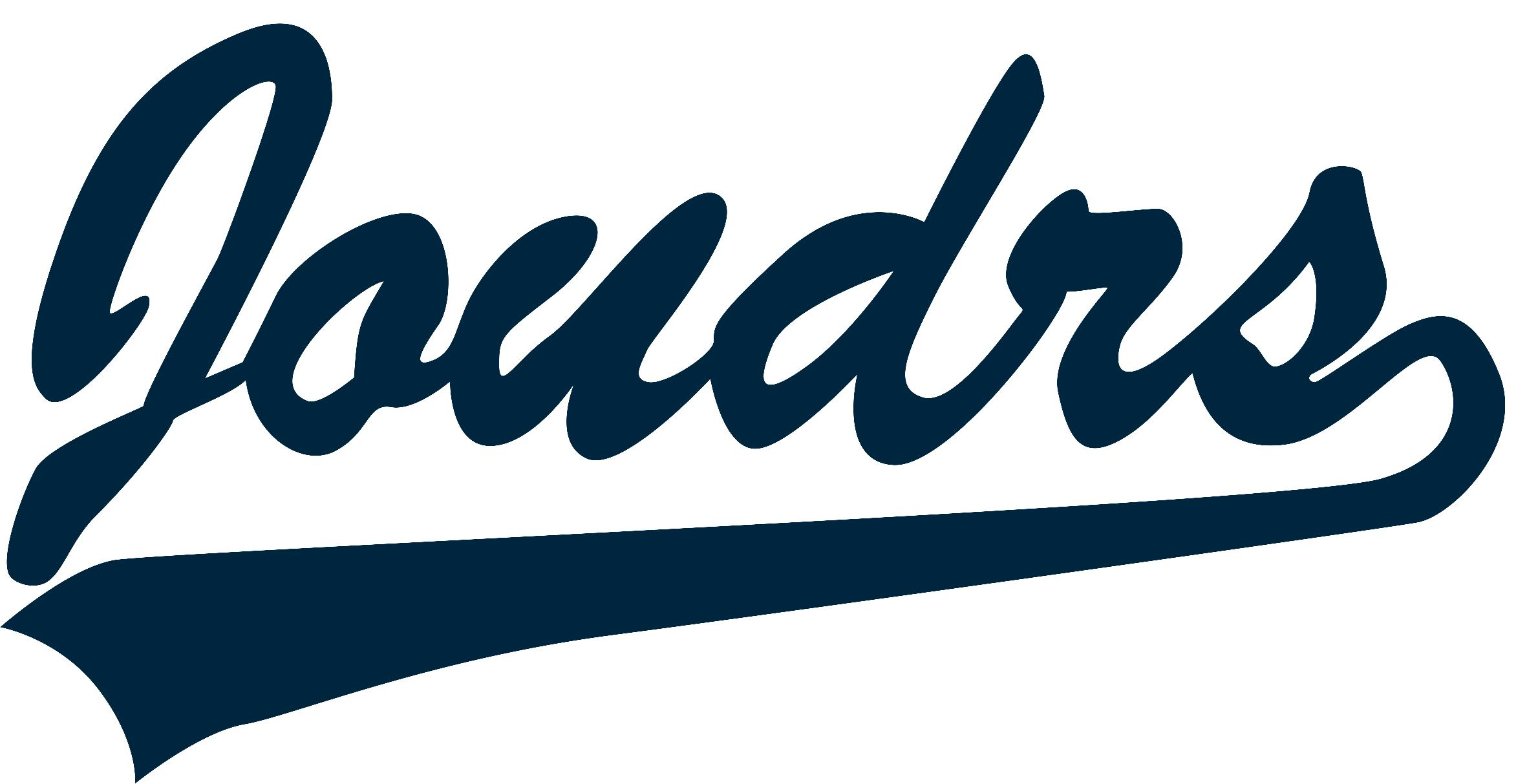
Současné logo klubu SK Joudrs Praha

SK Joudrs Praha je softballový klub, který byl založen r. 1997, sdružuje týmy v ženské i mužské kategorii. V září 2012 přibyly ještě chlapecké týmy kadetů a žáků. Ženský tým hraje od roku 2000 nejvyšší soutěž – 1. českou softballovou ligu žen. V roce 2014 vznikl  i tým mužů, v roce 2015 se mu podařilo z přihlášené III. ČSLM (3. česká softballová liga mužů) postoupit do II. ČSLM (2. česká softballová liga mužů) a v roce 2019 postoupil do extraligy mužů výhrou II. ligy.
Mládežnické oddíly napříč věkovým spektrem se pravidelně umisťují na vrchních příčkách (předních místech) celorepublikových nejvyšších soutěží, a získávají cenné zkušenosti i na mezinárodní úrovni, např. během turnajů Joudrs International Cup pro všechny kategorie do 19 let.
V současné době se jedná o největší softballový klub Evropy, s členskou základnou přesahující 500 členů..
Mužský tým tvoří především odchovanci oddílu, doplněný o hostující hráče z klubů Eagles Praha.
V roce 2013 Svoboda Park hostil mistrovství Evropy žen, na kterém obsadil český tým celkově 3. místo. O dva roky později klub pořádal prestižní turnaj starého kontinentu – Pohár vítězů pohárů, kde se tým žen SK Joudrs Praha umístil na druhém místě, po prohraném finálovém zápase proti týmu z Itálie – Fiorini Forlì. Další velkou událostí bylo mistrovství Evropy juniorů a premiérově i kadetů v létě 2017. Další plánovanou a netrpělivě očekávanou událostí bylo mistrovství světa mužů, které v Evropě konalo vůbec poprvé. Tento svátek mužského softballu byl pořádán v létě 2019 ve Svoboda Parku a v havlíčkobrodské Hippos aréně – domovském hřišti klubu Hroši Havlíčkův Brod.

## Úspěchy
- Mistr ČR v softballu žen: 10 (2006, 2007, 2009, 2010, 2015, 2016, 2020, 2021,2022,2023)
- Juniorky mistryně republiky pro rok 2020
- Junioři 2. místo v Extraliga Juniorů (2020)
- Kadetky mistryně republiky pro rok 2021
- Kadeti mistři republiky pro rok 2023
- Žákyně mistryně republiky pro rok 2013, 2015, 2018, 2019, 2021, 2022,2023
- Žáci mistři republiky pro rok 2017 a 2020
- Coachball 2. místo na MČR v letech 2018,2019
- T-Ball mistři republiky pro rok 2016